# Batalla por Australia

Un cartel propagandístico australiano de 1942 que fue criticado por ser demasiado alarmista, por lo que fue prohibido por el Gobierno de Queensland.

Batalla por Australia es un término historiográfico controvertido usado para afirmar un vínculo entre una serie de batallas cerca de Australia durante la Guerra del Pacífico de la Segunda Guerra Mundial. Desde 2008 estas batallas se han conmemorado en el Día de la Batalla por Australia, que se celebra el primer miércoles de septiembre.

## Conmemoración

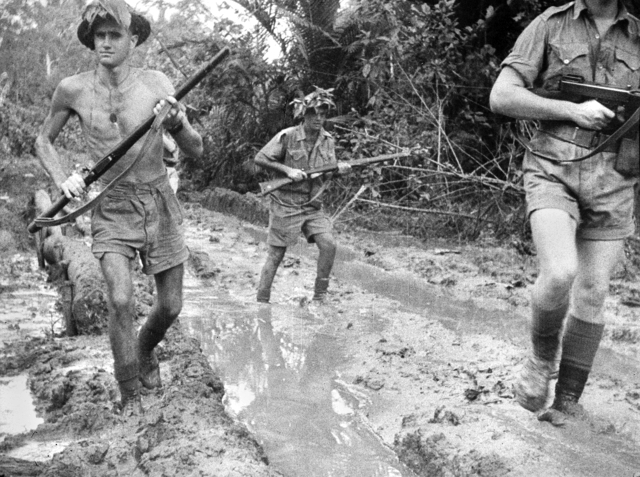
Tropas australianas en Nueva Guinea luego del intento de invasión fallido por Japón

La Returned and Services League of Australia y el Battle for Australia Commemoration National Council hicieron campaña durante más de una década para la conmemoración oficial de una serie de batallas libradas en 1942, incluyendo la Batalla del Mar del Coral, la Batalla de la Bahía de Milne y la Campaña del Sendero de Kokoda, con el objetivo de ser entendidas en el contexto de una "batalla por Australia". Esta campaña tuvo éxito, y en 2008 el Gobierno de Australia declaró que las conmemoraciones de la Batalla por Australia se llevarían a cabo anualmente el primer miércoles de septiembre, día designado como "Día de la Batalla por Australia". En este día se reconoce "el servicio y sacrificio de todos aquellos que sirvieron en defensa de Australia en 1942 y 1943". El día no es un día festivo.
Peter Stanley -el historiador principal del Australian War Memorial- sostiene que el concepto de una "batalla por Australia" es erróneo, ya que estas acciones no forman una sola campaña dirigida contra Australia. Stanley también ha declarado que ningún historiador que él conozca cree que hubo una "batalla por Australia". En un discurso de 2006, Stanley argumentó que el concepto de una "Batalla por Australia" no es válido, ya que los acontecimientos que se consideran que forman parte de la batalla sucedieron sin ninguna relación estricta. Stanley sostuvo que "El movimiento por la Batalla por Australia surge directamente de un deseo de encontrar un sentido a las terribles pérdidas de 1942"; y que "no hubo "Batalla por Australia", como tal, ya que los japoneses no lanzaron una campaña coordinada dirigida contra el continente australiano. Por otra parte, Stanley señaló que, si bien se utilizó la frase "Batalla por Australia" en la propaganda de guerra, no se aplicó a los acontecimientos de 1942 hasta la década de 1990 y que ningún país, a excepción de Australia, reconoce esta batalla de la Segunda Guerra Mundial.